# 第73回ヴェネツィア国際映画祭
第73回ヴェネツィア国際映画祭は2016年8月31日から9月10日まで開催された。メイン・コンペティションの審査員長はイギリス人監督のサム・メンデスが務めた。オープニング作品はデミアン・チャゼル監督のミュージカル『ラ・ラ・ランド』である。

## 公式選出

### コンペティション
メイン・コンペティションには以下の作品が選ばれた。
| 日本語題                               | 原題                       | 監督                                             | 製作国                                         |
| -------------------------------------- | -------------------------- | ------------------------------------------------ | ---------------------------------------------- |
| メッセージ                             | Arrival                    | ドゥニ・ヴィルヌーヴ                             | アメリカ合衆国                                 |
| マッドタウン                           | The Bad Batch              | アナ・リリー・アミールポアー                     | アメリカ合衆国                                 |
| アランフエスの麗しき日々               | Les Beaux Jours d'Aranjuez | ヴィム・ヴェンダース                             | フランス ドイツ                                |
| ブリムストーン                         | Brimstone                  | マルティン・コールホーヴェン                     | フランス オランダ                              |
| 笑う故郷                               | El ciudadano ilustre       | ガストン・ドゥプラット マリアノ・コーン          | アルゼンチン スペイン                          |
| 盲目のキリスト                         | El Cristo ciego            | クリストファー・マーレー                         | フランス · チリ                                |
| 婚約者の友人                           | Frantz                     | フランソワ・オゾン                               | フランス ドイツ                                |
| ジャッキー/ファーストレディ 最後の使命 | Jackie                     | パブロ・ラライン                                 | チリ · 中国 · アメリカ合衆国                   |
| ラ・ラ・ランド                         | La La Land                 | デミアン・チャゼル                               | アメリカ合衆国                                 |
| 光をくれた人                           | The Light Between Oceans   | デレク・シアンフランス                           | アメリカ合衆国 オーストラリア ニュージーランド |
| ノクターナル・アニマルズ               | Nocturnal Animals          | トム・フォード                                   | アメリカ合衆国                                 |
| オン・ザ・ミルキー・ロード             | Lungo la Via Lattea        | エミール・クストリッツァ                         | メキシコ セルビア イギリス アメリカ合衆国      |
| パラダイス                             | Рай                        | アンドレイ・コンチャロフスキー                   | ドイツ ロシア                                  |
|                                        | Piuma                      | ローン・ジョンソン                               | イタリア                                       |
| かけがえのない数日                     | Questi giorni              | ジュゼッペ・ピッチョーニ                         | イタリア                                       |
|                                        | Spira Mirabilis            | マッシモ・D・アーノルフィ マルティナ・パレンティ | イタリア                                       |
| 触手                                   | La Region Salvaje          | アマト・エスカランテ                             | デンマーク · メキシコ                          |
| ボヤージュ・オブ・タイム               | Voyage of Time             | テレンス・マリック                               | アメリカ合衆国                                 |
| 立ち去った女                           | The Woman Who Left         | ラヴ・ディアス                                   | フィリピン                                     |
| 女の一生                               | Une Vie                    | ステファヌ・ブリゼ                               | フランス                                       |

### 非コンペティション
コンペティション外上映として以下の作品が選ばれた
| 日本語題                                         | 原題                       | 監督                                                                            | 製作国                                             |
| ------------------------------------------------ | -------------------------- | ------------------------------------------------------------------------------- | -------------------------------------------------- |
| 密偵                                             | 밀정                       | キム・ジウン                                                                    | 韓国                                               |
|                                                  | American Anarchist         | チャーリー・シスケル                                                            | アメリカ合衆国                                     |
|                                                  | Assalto al cielo           | フランチェスコ・ムンズィ                                                        | イタリア                                           |
|                                                  | Austerlitz                 | セルゲイ・ロズニタ                                                              | ドイツ                                             |
| チャンプ 別題：チャック 〜“ロッキー”になった男〜 | The Bleeder                | フィリップ・ファラルドー                                                        | アメリカ合衆国 カナダ                              |
| GANTZ:O                                          | GANTZ:O                    | 川村泰                                                                          | 日本                                               |
| ハクソー・リッジ                                 | Hacksaw Ridge              | メル・ギブソン                                                                  | アメリカ合衆国 オーストラリア                      |
|                                                  | I Called Him Morgan        | キャスパー・コリン                                                              | スウェーデン · アメリカ合衆国                      |
|                                                  | The Journey                | ニック・ハム                                                                    | イギリス                                           |
|                                                  | À jamais                   | ブノワ・ジャコ                                                                  | フランス ポルトガル                                |
| マグニフィセント・セブン                         | The Magnificent Seven      | アントワーン・フークア                                                          | アメリカ合衆国                                     |
| 山〈モンテ〉                                     | Monte                      | アミール・ナデリ                                                                | イタリア アメリカ合衆国 フランス                   |
|                                                  | One More Time With Feeling | アンドリュー・ドミニク                                                          | イギリス                                           |
|                                                  | La nostra guerra           | Bruno Chiaravalloti クラウディオ・ジャンパグリア ベネデッタ・アルジェンティエリ | イタリア アメリカ合衆国                            |
| プラネタリウム                                   | Planetarium                | レベッカ・ズロトヴスキ                                                          | フランス ベルギー                                  |
| サファリ                                         | Safari                     | ウルリヒ・ザイドル                                                              | オーストリア · デンマーク                          |
|                                                  | Tommaso                    | キム・ロッシ・スチュアート                                                      | イタリア                                           |
| ピウス13世 美しき異端児                          | The Young Pope             | パオロ・ソレンティーノ                                                          | イタリア フランス スペイン イギリス アメリカ合衆国 |

### オリゾンティ
オリゾンティ部門には以下の作品が選ばれた:

#### フィーチャー映画
| 日本語題 | 原題                     | 監督                                        | 製作国                                    |
| -------- | ------------------------ | ------------------------------------------- | ----------------------------------------- |
|          | Koca Dünya               | レハ・エルデム                              | トルコ                                    |
|          | Kékszakállú              | ガストン・ソルニツキ                        | アルゼンチン                              |
|          | Boys in the Trees        | Nicholas Verso                              | オーストラリア                            |
|          | Dark Night               | ティム・サットン                            | アメリカ合衆国                            |
|          | Dawson City: Frozen Time | ビル・モリソン                              | フランス アメリカ合衆国                   |
|          | Il più grande sogno      | ミシェル・バヌチ                            | イタリア                                  |
| 愚行録   | 愚行録                   | 石川慶                                      | 日本                                      |
|          | Réparer les vivants      | カテル・キレヴェレ                          | ベルギー フランス                         |
|          | Die Einsiedler           | ロニー・トロッカー                          | オーストリア · ドイツ                     |
|          | Home                     | フィーン・トローチ                          | ベルギー                                  |
|          | King of the Belgians     | ピーター・ブロセンス ジェシカ・ウッドワース | ベルギー · ブルガリア · オランダ          |
|          | Ku Qian                  | 王兵                                        | 香港                                      |
|          | مالاریا                  | パーヴィス・シャハージ                      | イラン                                    |
|          | Maudite Poutine          | カール・レミュー                            | カナダ                                    |
|          | Liberami                 | フェデリカ・ディ・ジャコモ                  | フランス イタリア                         |
|          | São Jorge                | マルコ・マルティンズ                        | フランス ポルトガル                       |
|          | Tarde para la ira        | ラウール・アレバロ                          | スペイン                                  |
|          | Laavor Et Hakir          | ラマ・ブルシュタイン                        | イスラエル                                |
|          | Seto Surya               | Deepak Rauniyar                             | ネパール オランダ カタール アメリカ合衆国 |

### ビエンナーレ・カレッジ - シネマ
ビエンナーレ・カレッジ - シネマ部門には以下の作品が選ばれた。
| 日本語題       | 原題         | 監督                           | 製作国       |
| -------------- | ------------ | ------------------------------ | ------------ |
|                | Orecchie     | Alessandro Aronadio            | イタリア     |
| ガンジスに還る | Mukti Bhawan | シュバシシュ・ブティヤニ       | インド       |
|                | La Soledad   | Jorge Thielen Armand           | ベネズエラ   |
|                | Una Hermana  | Sofia Brockenshire Verena Kuri | アルゼンチン |

## 独立部門

### ヴェニス・デイズ
ヴェニス・デイズ部門には以下の作品が選ばれた:

#### 公式選出
| 日本語題       | 原題                 | 監督                             | 製作国                           |
| -------------- | -------------------- | -------------------------------- | -------------------------------- |
|                | Guilty Men           | Ivan D. Gaona                    |                                  |
|                | Hjartasteinn         | Guðmundur Arnar Guðmundsson      | アイスランド                     |
|                | Hounds of Love       | ベン・ヤング                     | オーストラリア                   |
|                | Indivisible          | Edoardo De Angelis               | イタリア                         |
|                | Pamilya Ordinaryo    | Eduardo Roy, Jr.                 | フィリピン                       |
|                | Polina               | Olias Barco                      | ベルギー · フランス · ウクライナ |
| 私に構わないで | Ne gledaj mi u pijat | ハナ・ユシッチ                   | クロアチア · デンマーク          |
|                | 再見瓦城             | ミディ・ジー                     | 台湾 ミャンマー フランス ドイツ  |
| サーミの血     | Sami Blood           | アマンダ・ケンネル               | スウェーデン                     |
|                | The War Show         | Andreas Dalsgaard Obadiah Zytoon | シリア                           |
|                | Worldly Girl         | Marco Danieli                    | イタリア                         |

### 国際批評家週間
国際批評家週間部門には以下の作品が選ばれた:
| 日本語題 | 原題                           | 監督                | 製作国                                        |
| -------- | ------------------------------ | ------------------- | --------------------------------------------- |
|          | Are We Not Cats                | Xander Robin        | アメリカ合衆国                                |
|          | Jours de France                | Jérôme Reybaud      | フランス                                      |
|          | Tabl                           | キーワン・カリミ    | フランス イラン                               |
|          | Akher Wahed Fina               | Ala Eddine Slim     | レバノン カタール チュニジア アラブ首長国連邦 |
|          | Le Ultime Cose                 | Irene Dionisio      | フランス イタリア スイス                      |
|          | Los Nadie                      | Juan Sebastián Mesa | コロンビア                                    |
|          | Prank                          | Vincent Biron       | カナダ                                        |
|          | Prevenge                       | アリス・ロウ        | イギリス                                      |
|          | Singing sa mga Dakong Libingan | Bradley Liew        | マレーシア フィリピン                         |

## 審査員
メインコンペティション
- サム・メンデス:  イングランド、映画・舞台監督 (審査員長)
- ローリー・アンダーソン:  アメリカ合衆国、アーティスト・作曲家・ミュージシャン・映画監督
- ジェマ・アータートン:  イングランド、女優
- ジャンカルロ・デ・カタルド:  イタリア、脚本家
- ニーナ・ホス:  ドイツ、女優
- キアラ・マストロヤンニ:  フランス/ イタリア、女優
- ジョシュア・オッペンハイマー:  アメリカ合衆国、映画監督
- ロレンソ・ビガス:  ベネズエラ、映画監督・脚本家・プロデューサー
- ヴィッキー・チャオ:  中国、女優・歌手・映画監督

## 受賞結果

### 公式部門
コンペティション
- 金獅子賞 – 『立ち去った女』 - ラヴ・ディアス
- 審査員大賞 – 『ノクターナル・アニマルズ』 - トム・フォード
- 銀獅子賞
  - アマト・エスカランテ - 『触手（英語版）』
  - アンドレイ・コンチャロフスキー - 『パラダイス』
- ヴォルピ杯:
  - 男優賞 - オスカル・マルティネス - 『笑う故郷』
  - 女優賞 - エマ・ストーン - 『ラ・ラ・ランド』
- 脚本賞 – ノア・オッペンハイム（英語版） - 『ジャッキー/ファーストレディ 最後の使命』
- 審査員特別賞 – 『マッドタウン』 - アナ・リリー・アミールポアー
- マルチェロ・マストロヤンニ賞 – パウラ・ベーア - 『婚約者の友人（英語版）』

オリゾンティ
- 作品賞 - 『悪魔祓い、聖なる儀式』 - フェデリカ・ディ・ジャコモ
- 監督賞 - 『Home』 - フィーン・トローチ（英語版）
- 審査員特別賞 – 『ビッグ・ビッグ・ワールド』 - レハ・エルデム（英語版）
- 女優賞 - ルース・ディアス - 『静かなる復讐』
- 男優賞 - ヌーノ・ロペス（英語版） - 『Saint George』
- 脚本賞 - 『苦い銭』 - 王兵
- 短編映画 - 『La Voz Perdida』 - Marcello Martinessi

Lion of the Future
- ルイジ・ディ・ラウエンティス第1回作品賞 - The Last of Us - Ala Eddine Slim

ヴェネツィア・クラシック賞
- ドキュメンタリー映画賞 - The Graduation - クレア・シモン
- 修復映画賞 - 『Break Up』 - マルコ・フェレーリ

特別賞
- 栄誉金獅子賞 – ジャン＝ポール・ベルモンド、イエジー・スコリモフスキ
- 監督・ばんざい!賞 - アミール・ナデリ
- ヴィジョナリー・タレント賞 - リーヴ・シュレイバー

### 独立部門
ヴェネツィア国際批評家週間
- SIAE賞 - パオロ・ソレンティーノ

### コラテラル賞
ミンモ・ロテッラ財団賞
- ジェームズ・フランコ - 『疑わしき戦い』
- 製作のための特別賞 - アンドレア・レルヴォリーノ（英語版） - 『疑わしき戦い』
- パオロ・ソレンティーノ、ジュード・ロウ - 『ピウス13世 美しき異端児』

サウンドトラック・スターズ賞
- ジョヴァノッティ（英語版） - 『L'estate addosso』 - ガブリエレ・ムッチーノ

## 備考
1. 1 2 3 4 5 6 7 8  クィア獅子賞候補作品